# Port Quetzal
Le port Quetzal est le plus grand port du Guatemala dans l'océan Pacifique. Il est situé dans le département d'Escuintla à côté de la ville de Puerto San José qu'il a remplacé comme port important du pays au cours du 20e siècle. Il est important à la fois pour le trafic de fret et comme point d’arrêt pour les paquebots de croisière.
Le port est relié à la ville de Guatemala par une route goudronnée reliant le réseau national et l'autoroute panaméricaine. La distance entre Guatemala City et Puerto Quetzal est de 100 km.

## Les phares
- Phare de Puerto Quetzal

|                 |
| Port industriel |

|              |
| Port de fret |